# Xestia agalmona
Xestia agalmona là một loài bướm đêm trong họ Noctuidae.